# Vuelo 2933 de LaMia
El vuelo 2933 de LaMia (LMI2933) fue un vuelo chárter internacional de pasajeros operado por un Avro RJ85. Partió desde el Aeropuerto Internacional Viru Viru (Bolivia) hacia el Aeropuerto Internacional José María Córdova (Colombia) con 68 pasajeros y 9 miembros de la tripulación, pilotado por Miguel Alejandro Quiroga Murakami.  
Se estrelló el 28 de noviembre de 2016 a las 21:58 aproximadamente hora local (UTC-5:00). Entre los pasajeros se encontraban jugadores del equipo de fútbol brasileño Chapecoense, quienes estaban en camino para jugar la final de la Copa Sudamericana 2016 frente a Atlético Nacional. Seis personas sobrevivieron al accidente. La Unidad Administrativa Especial de Aeronáutica Civil colombiana investigó el accidente con apoyo de la Air Accidents Investigation Branch Británica. 
El informe preliminar colombiano indicó que el avión viajaba excedido de peso y con el combustible al límite, y que los pilotos decidieron erróneamente no hacer escalas para repostar en los aeropuertos Alfredo Vásquez Cobo de Leticia o El Dorado de Bogotá. Además, no informaron al control aéreo de la escasez de combustible hasta el último momento. No cumplieron el plan de vuelo, el cual no debió ser aprobado por las autoridades aeroportuarias.
El informe final de Aeronáutica Civil de Colombia, dado a conocer el 27 de abril de 2018, destaca que la empresa LaMia "no cumplió con los requisitos de cantidad mínima de combustible exigidos en las normas internacionales, pues no tuvo en cuenta el combustible requerido para volar a un aeropuerto alterno, el de contingencia, el de reserva, ni el combustible mínimo de aterrizaje".
Es el segundo peor accidente mortal de un Bae 146, y a su vez el segundo peor de 2016 por debajo del Accidente del Tu-154 del Ministerio de Defensa de Rusia.

## Antecedentes

### Aerolínea
LaMia era una aerolínea de capital venezolano, pero con sede en Bolivia. Antes del accidente solo operaba con 12 empleados. El director de la empresa era Gustavo Vargas Gamboa. El piloto, Miguel Quiroga, era además copropietario de la empresa, junto con Marco Rocha. Los clubes de fútbol estaban entre sus clientes más recurrentes.

### Aeronave

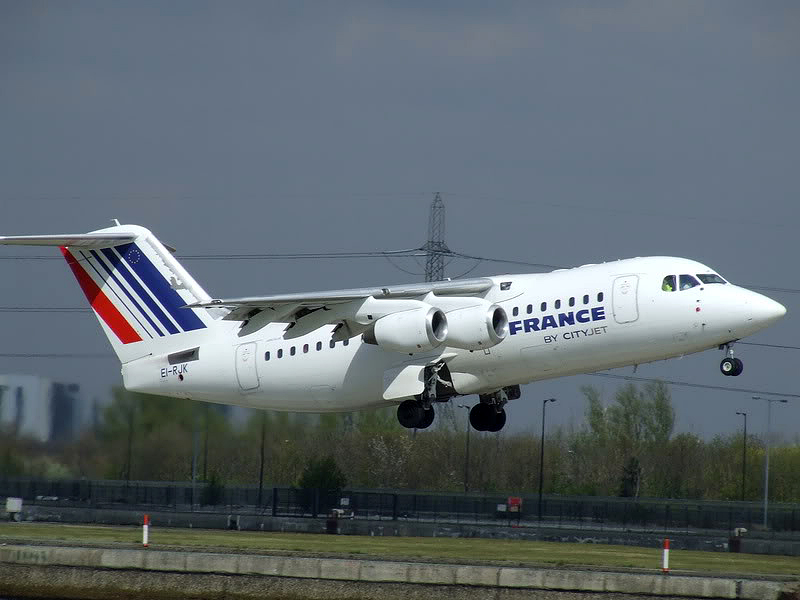
La aeronave involucrada, mientras aún operaba en CityJet (para Air France).

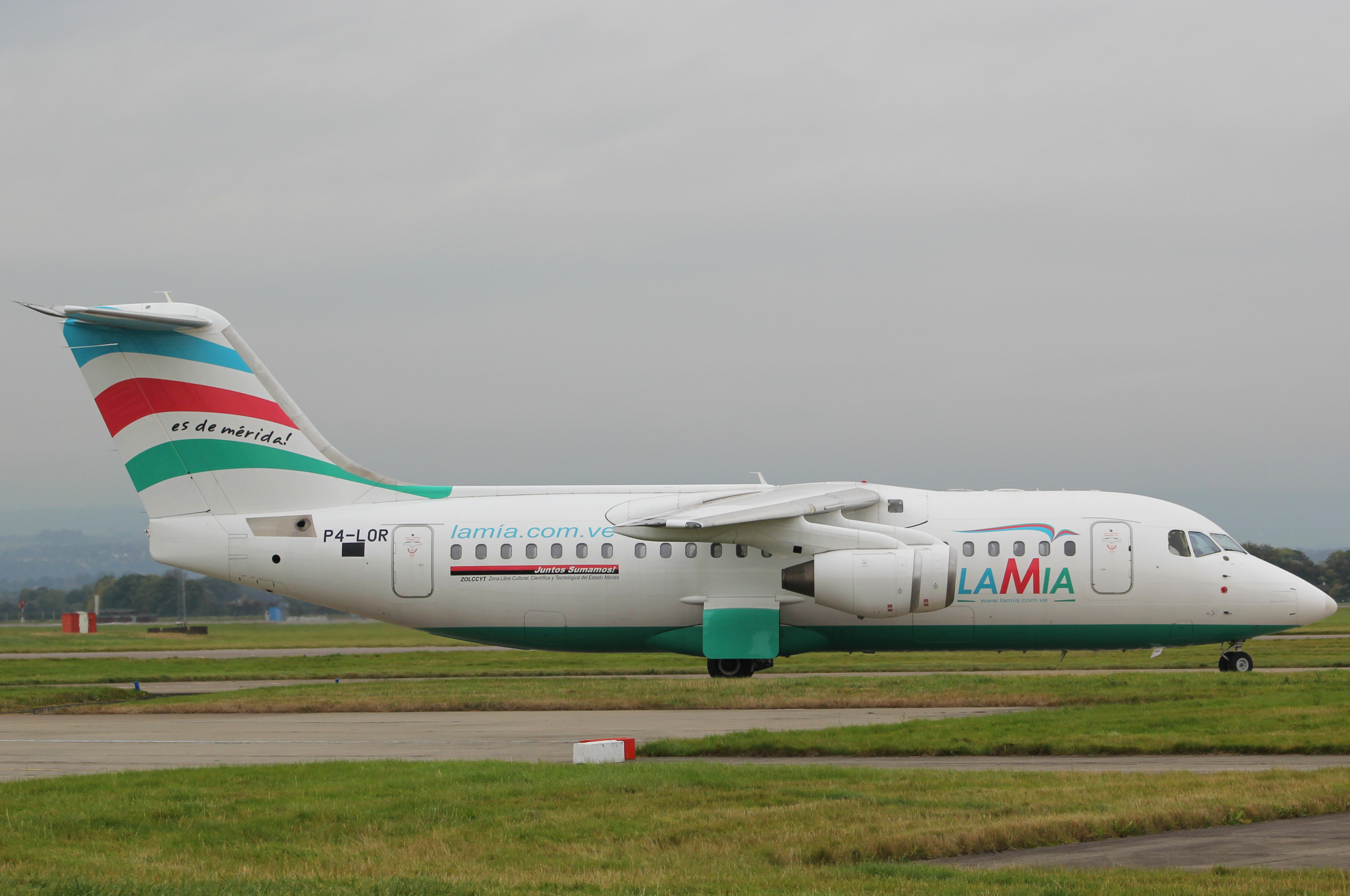
La aeronave involucrada en 2013 con el registro P4-LOR.

La aeronave era un Avro RJ85 de 17 años y 8 meses, registro CP-2933,número de serie E.2348,y realizó su primer vuelo el 26 de marzo de 1999.El avión fue entregado a Northwest Jet Airlink (operado por Mesaba Airlines) el 30 de marzo del mismo año, con el registro N523JX, el 20 de septiembre de 2007 pasó a operar en CityJet (para Air France) con el registro EI-RJK, luego, entre 2010 y 2013, después de pasar por un período de almacenamiento fue adquirido por LaMia en 2013, con el registro P4-LOR, el siguiente año, el registro se cambió a YV2468, y finalmente, en 2015, se cambió el registro a CP-2933.Inicialmente, la empresa contaba con una flota de tres Avro RJ85, pero en el momento del accidente, el CP-2933 era la única aeronave de la compañía que podía volar.

### Secuelas
Luego del siniestro y durante el desarrollo de la investigación, los restantes aviones fueron confiscados por las autoridades en un hangar de la Fuerza Aérea de Bolivia donde esperaban por mantenimiento. Además, la misma autoridad le inició a la empresa un proceso penal por una deuda cercana a los 50 mil dólares por servicios de mantenimiento impagos.
Los equipos de fútbol le pagaban a LaMia aproximadamente 100 000 dólares por vuelo chárter. De ese dinero, entre 8 y 10% era para la tripulación.

### Tripulación
De acuerdo al informe preliminar colombiano, la tripulación estaba compuesta por cuatro personas: «el comandante, un copiloto y dos tripulantes de cabina. Así mismo, se encontraban a bordo 78 pasajeros; dentro de los que se encontraba un técnico, un despachador de la compañía, y un piloto que ocupó el asiento del observador en la cabina de mando».
Miguel Quiroga era el piloto que comandaba el avión y también era copropietario de la empresa. Tenía aproximadamente 6700 horas de vuelo, de las cuales casi la mitad adquirió volando para LaMia. En 2002 se graduó de la Academia de Aviación de Bolivia. Posteriormente ingresó en el Liceo Teniente Edmundo Andrade (Bolivia), en el Colegio Militar de Aviación y en la Fuerza Aérea Boliviana (FAB). Trabajó como piloto para Ecojet, recorriendo el territorio boliviano en vuelos regulares. En 2013 abandonó de forma injustificada la FAB y se unió a LaMia, sin cumplir los años de servicio militar que estipula la ley. Por este motivo tenía un juicio con la FAB e incluso había un pedido de captura en su contra, si bien no fue detenido porque presentó un recurso legal de amparo. Sin embargo, su esposa declaró que había renunciado por presiones «de una ministra» por sus conexiones políticas familiares, y que la denuncia de la FAB era falsa. Estaba casado con Daniela Pinto, hija del senador boliviano opositor Roger Pinto, que se asiló en Brasil alegando persecución del gobierno de Bolivia, donde era investigado por denuncias de malversación de fondos, entre otras. Esto habría motivado a Quiroga a fundar LaMia junto a otros socios. El matrimonio Quiroga - Pinto tenía tres hijos. De familia de pilotos, el padre de Quiroga, Orlando Quiroga Soliz, murió en un accidente aéreo en 1963 en Caranavi (Bolivia). El estadio de esa ciudad fue nombrado en su honor, por su pasión y sus aportes al fútbol.
El copiloto, Ovar Goytia, tenía 6900 horas de vuelo, de las cuales 1500 fueron realizadas con la compañía. Si bien la prensa dijo que la modelo Sisy Arias realizaba su primer vuelo como piloto en este viaje, esta situación no fue confirmada ni por el informe preliminar de la investigación de Colombia ni por las autoridades bolivianas.
Erwin Tumiri era empleado de una empresa de mecánica en la ciudad de Cochabamba, llamada Bacams, compañía subcontratada por LaMia para hacer la revisión previa y abastecer el combustible de la aeronave.

### Vuelos previos
De acuerdo a las autoridades bolivianas, la aerolínea realizó otros cinco viajes internacionales previos volando al límite de la capacidad de combustible.
La compañía ya había transportado otros equipos que debían jugar en competiciones de la CONMEBOL, así como a la selección de fútbol de Argentina, que había volado en la misma aeronave siniestrada solo 18 días antes del accidente. En esa ocasión, el plan de vuelo entre Buenos Aires y Belo Horizonte solo incluía 15 minutos más del combustible necesario para completar el viaje, incumpliendo las reglas de las autoridades aéreas argentinas, según las cuales el combustible de un avión debe alcanzar para volar al menos 45 minutos más que el tiempo previsto de ruta. El vuelo salió con una hora de retraso aunque nunca se explicaron las causas. Además, un vocero de la AFA dijo «El piloto del avión tiene más marketing que cursos realizados. Antes de abordar dio un discurso diciendo que era la empresa transportadora oficial de la Conmebol».
El 1 de noviembre, cuando el Atlético Nacional volvía de jugar ante Cerro Porteño en Asunción, Ricardo Albacete, uno de los dueños del avión, «se negó a hacer el depósito para pagar esa compra de combustible, por lo cual los mismos jugadores del equipo colombiano a bordo efectuaron una colecta para recaudar los 3.000 dólares que era el precio de ese combustible adicional».
De acuerdo al semanario Sol de Pando, «Albacete "presionaba permanentemente a los pilotos bolivianos para volar con el tanque a límite de su capacidad y sin posibilidades de reabastecimiento de combustible, ya que el empresario venezolano, como único dueño oficial del avión, era el responsable de cubrir ese costo y se negaba a pagarlo"».

### El vuelo

Ruta de vuelo del LaMia 2933. La línea azul indica la ruta original, la línea roja la ruta seguida.

El avión realizaba un vuelo desde Santa Cruz de la Sierra (Bolivia) hasta Medellín (Colombia), con nueve tripulantes y 68 pasajeros, la mayoría de ellos miembros titulares del equipo brasileño de fútbol Chapecoense, que debían jugar su partido de ida de la final de la Copa Sudamericana 2016, en Medellín. La Autoridad Aeronáutica Civil brasileña (ANAC) había negado la petición del Chapecoense de volar en un chárter directamente entre São Paulo y Medellín, ya que según el código brasileño de aeronáutica y el convenio de Chicago, únicamente podía realizar un vuelo chárter entre Brasil y Colombia una aeronave perteneciente a alguno de esos dos países. No obstante el club optó por seguir con LaMia, que ya había transportado a otros clubes de fútbol, y para evadir dicha exigencia realizó una inusual escala y cambio de aviones en Santa Cruz de la Sierra. Así, los pasajeros salieron del Aeropuerto Internacional de Guarulhos el 28 de noviembre en el vuelo OB 739 de Boliviana de Aviación, que partió a las 14:22 y llegó a su destino en el aeropuerto de Viru Viru en Santa Cruz de la Sierra a las 16:50 (hora local; UTC−04:00). Allí cambiaron al avión de LaMia, para continuar el viaje.
El peso de despegue fue estimado por la tripulación en 41.610 kg, por debajo del peso máximo al despegue de 41.800 kg. Los investigadores creen que el peso del equipaje se subestimó y que el peso real del despegue fue 42.148 kg. La distancia del vuelo previsto de Santa Cruz hasta Medellín era de 2 983 kilómetros. El plan de vuelo de LMI2933 indicaba un tiempo estimado de vuelo de 4 horas y 22 min, y una autonomía de combustible de idéntica duración, lo que fue cuestionado antes del despegue pero finalmente se le autorizó a despegar, lo que se hizo efectivo a las 22:18 UTC.

## Accidente

Altitud y velocidad a partir de los datos de vigilancia dependiente automática. Las señales se perdieron a las 2:55:48 UTC.

Últimos 15 minutos del trayecto del vuelo (2: 41: 01-2: 55: 41 UTC). La estrella naranja indica la ubicación donde se perdió la señal ADS-B. La explosión roja indica el lugar del accidente.

A las 02:36 UTC, cuando el avión estaba descendiendo a FL250 (25 000 pies / 7600 m) sonó una alarma en la cabina de vuelo, notificando a los pilotos que tenían un máximo de 20 minutos de vuelo con el combustible disponible en los tanques. 
A las 02:42 el controlador de Medellín autorizó el vuelo a continuar el descenso hasta FL210 y dirigirse al GEMLI RNAV (área de espera), que se encuentra a unos 30 km del umbral de la pista 01 del Aeropuerto Medellín.
En ese momento, un A320 de VivaColombia (FC8170 de Bogotá a San Andrés) solicitó prioridad de aterrizaje en Medellín, por una fuga de combustible. Otros tres aviones estaban en espera a FL190, FL180 y FL170. A las 02:43:52 UTC, LMI2933 niveló a FL210, ajustó flaps a 18° y redujo velocidad a 180 kt, informando a la controladora aérea de Medellín, a las 02:45:03, que había entrado al circuito de espera en FL210. A las 02:52:04 el piloto de LaMia solicita "vectores para acercamiento", se le responde que "tiene otro vuelo aproximando" (el LAN3020) y que estaban revisando la pista, por lo que se solicita al LMI2933 informe "qué tiempo tiene para permanecer en espera". Este responde que tiene una "emergencia de combustible", por lo cual se cancela la autorización al LAN3020, y se le indica al LMI2933 que efectúe un "viraje por derecha" advirtiéndole que "tiene los tránsitos a una milla debajo". A las 02:53:45 el motor #3 comenzó a apagarse, apagándose el motor #4 solo 13 segundos después, ninguna de estas dos situaciones fueron informadas a la controladora, que aún sin saber este dato, instruyó a los demás vuelos en el área para que le despejen el camino al LMI2933. Mientras eso sucedía, LMI2933 cruzó, sin autorización, la trayectoria de las demás aeronaves sostenidas por debajo de él.
A las 02:54:47 los registros del FDR indican alarma "master warning" y una reducción de potencia en el motor #1 del 39,5% al 29%. A las 02:55:04 se apaga el motor #2 y a las 02:55:41 se apaga el motor #1. A las 02:57:10 el piloto del LMI2933 informa "falla total, sin combustible" y a las 02:58:42 se escucha la última comunicación del piloto solicitando "vectores", no respondiendo el piloto a los subsecuentes llamados del ATC Medellín.
El avión se estrelló en Cerro Gordo, una colina ubicada en La Unión, a 5 minutos de la pista de aterrizaje del aeropuerto José María Córdova y a una altitud de 3300 m. Primero colisionó la parte posterior del avión, por lo que la cola quedó sobre la cima de la montaña mientras que el fuselaje y la cabina quedaron cuesta abajo.
Según algunos medios que pudieron entrevistarse con el técnico de vuelo Erwin Tumiri, él habría indicado que sobrevivió porque siguió los protocolos de emergencia, poniendo su equipaje entre sus piernas y sentándose en posición fetal; además habría mencionado que varios de los pasajeros estaban de pie cuando ocurrió el accidente. Esta información fue desmentida por el mismo Tumiri en entrevistas posteriores a su regreso a Bolivia: «Nadie sabía lo que estaba pasando en ese momento, todos creíamos que íbamos a aterrizar normalmente, nos habían avisado que nos abrocháramos los cinturones porque estábamos a poco de aterrizar [...] Nadie se lo esperaba, por eso nadie gritó». Esa información fue respaldada por otros supervivientes.
«Todo fue muy rápido, de un momento a otro vibró el avión, se apagaron las luces y se prendieron las de emergencia», relató Tumiri al llegar a Bolivia. Suárez le dijo que «algo está pasando» y «luego se apagó toda la luz y en cuestión de minutos comenzó a vibrar (el avión) y pasó directamente el impacto. Sentí como una hojalata doblándose, sentí el golpe y ya desperté boca abajo en una pendiente». Tumiri ayudó a la azafata a salir, ya que había quedado atrapada por el arnés y cubierta por plásticos y estaba muy adolorida. También la ayudó a subir por el terreno cubierto de lodo, en total oscuridad. «Cuando descansábamos ya sentí recién como pesadez en mi cuerpo, no podía mover mis brazos. Ximena se estaba resbalando y me decía ayúdame, ayúdame, y yo le decía ya no puedo Ximena, no puedo, porque mi cuerpo ya no reaccionaba, ya me empezó a doler mi columna, mis brazos, todo». Ambos viajaban en la parte trasera del avión, pero separados.
Aproximadamente media hora después del impacto llegaron los primeros rescatistas. Inicialmente algunos helicópteros de la Fuerza Aérea Colombiana fueron incapaces de llegar al sitio debido a la espesa niebla en la zona. El grueso de rescatistas llegaron dos horas después del accidente y encontraron los restos del avión esparcidos a través de un área de cerca de 100 metros de diámetro. No fue hasta las 2:00 de la mañana del 29 de noviembre que el primer superviviente llegó al hospital de La Ceja: Alan Ruschel, uno de los jugadores de Chapecoense. En un principio, fueron rescatadas seis personas con vida, pero una de ellas moriría horas más tarde en el hospital. Horas más tarde, se encontró al último superviviente del accidente, el futbolista Neto, rescatado a las 05:40 hora local. De los 77 ocupantes, 71 murieron en el desastre; al principio se pensó que eran 75 los fallecidos, pero más tarde se reveló que 4 pasajeros no abordaron el vuelo. De ellos, tres no lo hicieron por problemas de agenda: el alcalde de Chapecó —Luciano Buligon—, el presidente del consejo de esa ciudad —Plinio Nes Filho— y Gelson Merisio, diputado de Santa Catarina. El periodista y conductor radial Iván Carlos Agnoletto no abordó el avión porque, al tener un documento de identidad vencido, podía tener problemas al hacer migración en Colombia.

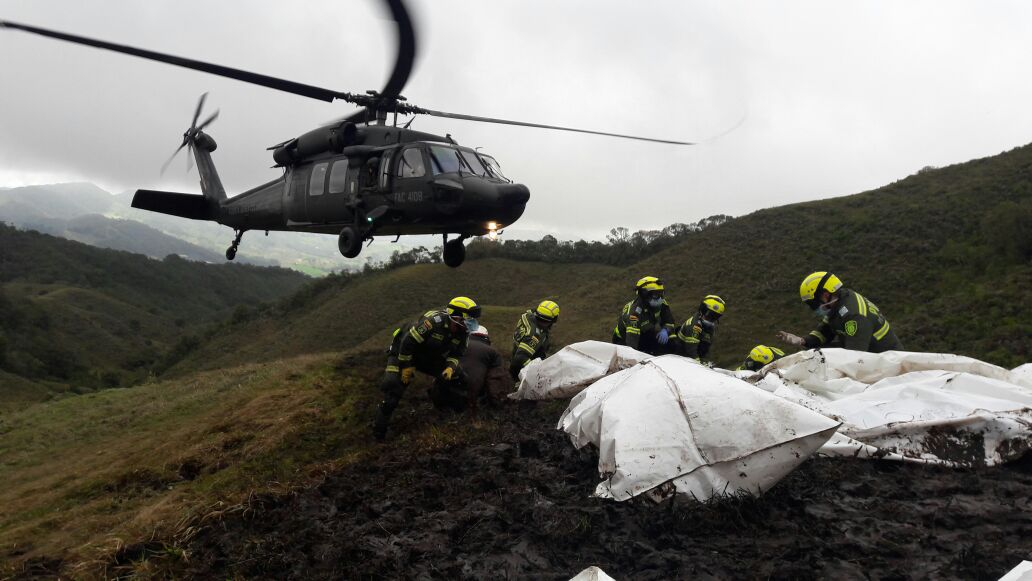
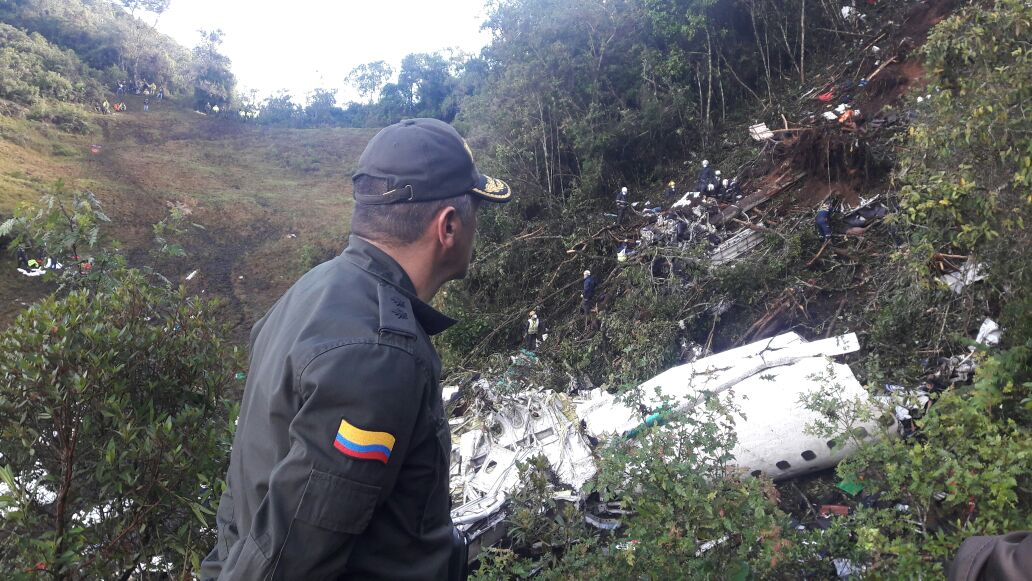
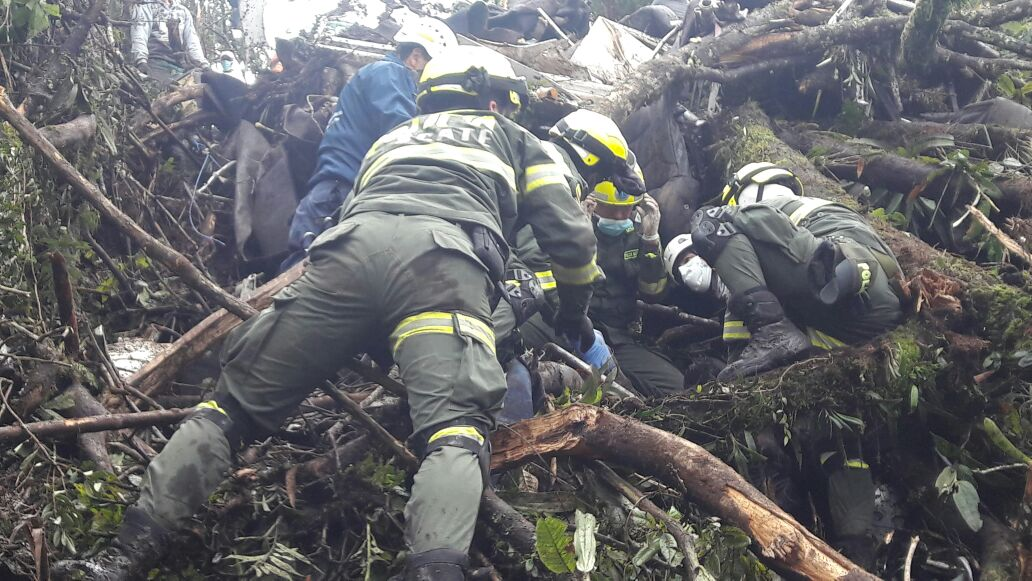

## Pasajeros
Delegación de Chapecoense
Futbolistas

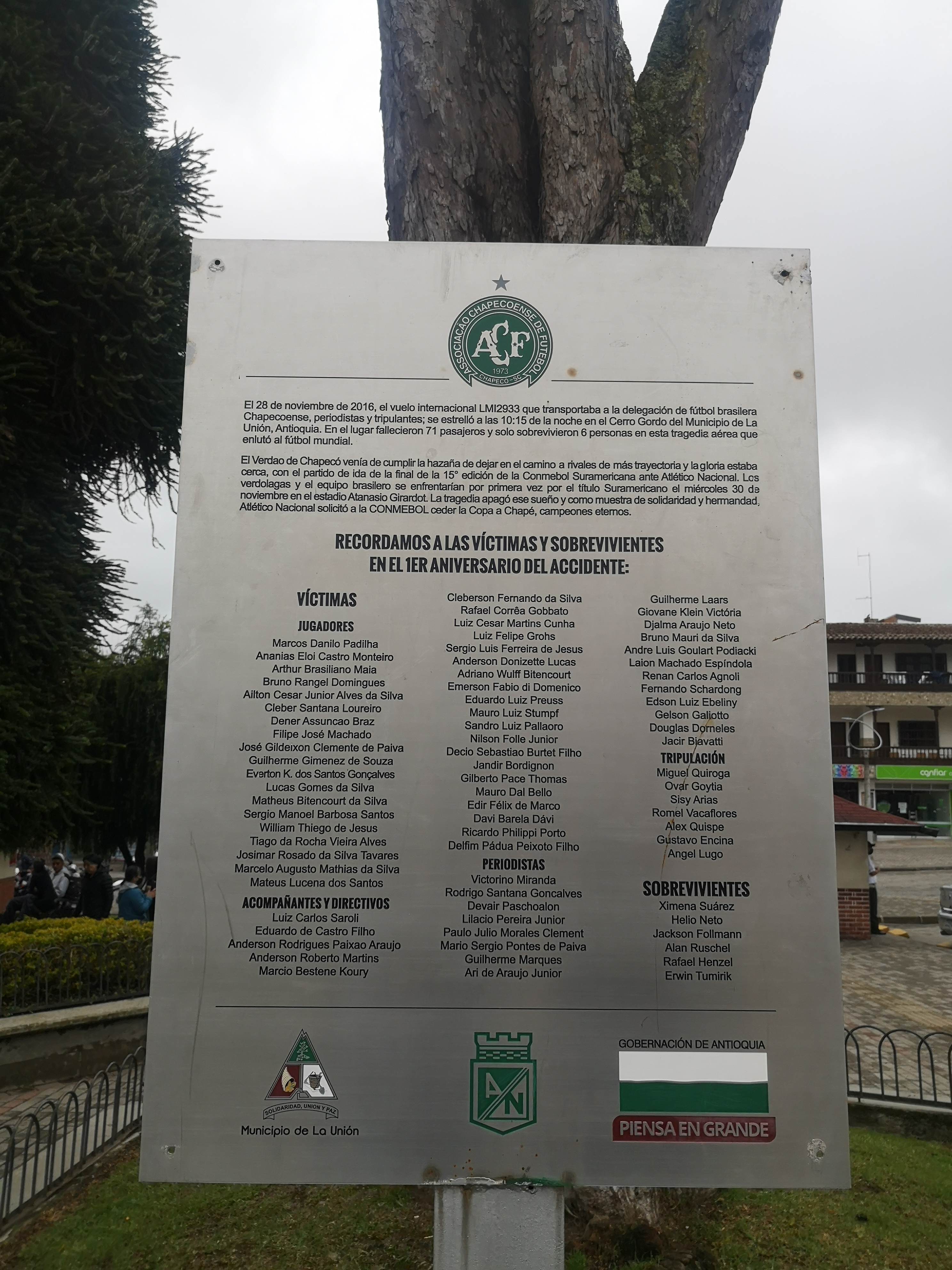
Placa en el parque principal de La Unión, en recuerdo a las víctimas y sobrevivientes del vuelo, en su primer aniversario.

- Ailton Cesar Junior Alves da Silva (Canela)
- Alan Ruschel
- Ananias Elói Castro Monteiro
- Arthur Brasiliano Maia
- Bruno Rangel
- Cléber Santana
- Danilo Padilha
- Dener Assunção Braz
- Everton Kempes dos Santos Gonçalves
- Filipe José Machado
- Guilherme Gimenez de Souza
- Hélio Hermito Zampier Neto
- Jakson Ragnar Follmann
- José Gildeixon Clemente de Paiva (Gil)
- Josimar Rosado da Silva Tavares
- Lucas Gomes da Silva
- Marcelo Augusto Mathias da Silva
- Mateus Lucena dos Santos
- Matheus Bitencourt da Silva
- Sérgio Manoel Barbosa Santos
- Tiago da Rocha (Tiaguinho)
- Willian Thiego de Jesus

Cuerpo técnico e invitados
- Adriano Bitencourt
- Anderson Donizete
- Anderson Martins
- Anderson Paixão
- Cleberson Fernando da Silva
- Daví Barela Dávi
- Decio Filho
- Delfim Pádua Peixoto Filho, vicepresidente de la CBF y presidente de la FCF.
- Edir De Marco
- Eduardo de Castro Filho
- Eduardo Preuss
- Emersson Domenico
- Gilberto Thomaz
- Jandir Bordignon
- Luiz Carlos Saroli (Caio Júnior)
- Luiz Cunha
- Luiz Grohs (Pipe Grohs)
- Marcio Koury
- Mauro Bello
- Mauro Stumpf
- Nilson Jr.
- Rafael Gobbato
- Ricardo Porto
- Sandro Pallaoro, presidente de Chapecoense
- Sérgio de Jesus

Profesionales de medios de comunicación
- André Podiacki (periodista, Diário Catarinense)
- Ari de Araújo Jr. (camarógrafo, Rede Globo)
- Bruno Mauri da Silva (técnico, RBS TV)
- Devair Paschoalon (Deva Pascovicci) (relator, Fox Sports)
- Djalma Araújo Neto (cinégrafo, RBS TV)
- Douglas Dorneles (periodista deportivo, Radio Chapecó)
- Edson Ebeliny (periodista deportivo, Radio Super Condá)
- Fernando Doesse Schardong (relator, Radio Chapecó)
- Gelson Galiotto (relator, radio Super Condá)
- Giovane Klein Victória (periodista, RBS TV)
- Guilherme Marques (periodista, Rede Globo)
- Guilherme van der Laars (camarógrafo, Rede Globo)
- Jacir Biavatti (periodista, RICTV y Radio Vang FM)
- Laion Espíndola (periodista, Rede Globo)
- Lilacio Pereira Jr. (coordinador de transmisiones externas, Fox Sports)
- Mário Sérgio Pontes de Paiva (comentarista, Fox Sports)
- Paulo Júlio Clement (periodista, Fox Sports)
- Rafael Henzel (periodista, radio Oeste Capital)
- Renan Agnolin (periodista, radio Oeste Capital)
- Rodrigo Santana Gonçalves (camarógrafo, Fox Sports)
- Victorino Chermont (periodista, Fox Sports)

Tripulación
- Miguel Quiroga - El piloto y uno de los propietarios de la aerolínea LaMia. Quiroga tomó decisiones clave durante el vuelo, incluidas las relacionadas con el combustible, que más tarde se revelaron como una de las principales causas del accidente.
- Ovar Goytia - Copiloto junto a Miguel Quiroga. Era un experimentado aviador y, al igual que el piloto, se encargaba de la operación del vuelo.
- Sisy Arias - La copiloto en entrenamiento, hija de un reconocido periodista boliviano, ella estaba acumulando horas de vuelo como parte de su formación profesional.
- Ximena Suárez - Azafata, una de las seis personas que sobrevivieron al accidente. Suárez fue uno de los principales testimonios de lo que ocurrió a bordo antes del impacto.
- Erwin Tumiri - Técnico de vuelo, también sobreviviente del accidente. Tumiri ayudó en las labores de rescate y fue clave para los investigadores al describir lo ocurrido durante los momentos finales del vuelo.

Pasajeros que no abordaron
- Luciano Buligon (alcalde de Chapecó)
- Plinio Nes Filho (presidente del consejo deliberante de Chapecoense)
- Gelson Merisio (diputado del estado de Santa Catarina)
- Iván Carlos Agnoletto (periodista y relator de radio Super Condá)

## Víctimas

### Sobrevivientes
Los futbolistas sobrevivientes fueron Alan Ruschel, el arquero de reserva Jakson Follmann y Neto. Los otros sobrevivientes fueron un periodista, Rafael Henzel de Rádio Oeste, y dos miembros de la tripulación de vuelo: Ximena Suárez, una sobrecargo, y Erwin Tumiri, un técnico de vuelo, ambos de nacionalidad boliviana.
Follman recibió una cirugía de amputación de pierna derecha y estuvo en unidad de cuidado intensivo, mientras que Ruschel fue hospitalizado alrededor de las 3:00 AM con «una compresión en la tibia, abdominal y la vértebra 10 fracturada». Por estas lesiones recibió cirugía de urgencia. El 3 de diciembre le retiraron la respiración asistida y cuatro días más tarde ya podía hablar y caminar, aunque con ayuda.
Neto sufrió fracturas expuestas y requirió asistencia ventilatoria mecánica. Fue operado varias veces por «lesiones en las extremidades inferiores y heridas abiertas. Lo más importante es que la parte neurovascular está muy bien y ahora esperaremos las 48 horas que requieren el proceso de mejoría del índice de oxigenación muscular», según dijo el médico Juan Antonio Rodríguez, que lo atendió en la Clínica San Juan de Dios de La Ceja, donde estuvo internado el jugador en cuidados intensivos, donde fue mantenido con sedación profunda.
Henzel fue intervenido por una hemorragia pulmonar y fractura de varias costillas, y también permaneció con apoyo de ventilación mecánica. También fue tratado por una neumonía. Sin embargo Henzel falleció a los 45 años producto de un infarto fulminante mientras jugaba fútbol con unos amigos el 26 de marzo de 2019.
Tanto el técnico de vuelo, Erwin Tumiri, como la auxiliar de vuelo Ximena Suárez, tuvieron heridas de menor consideración respecto a los otros supervivientes y sus vidas no estaban en riesgo. Ambos recibieron apoyo psicológico.
El 3 de diciembre, Tumiri fue el primero de los seis en ser dado de alta, si bien seguía utilizando un collarín cervical, por precaución. Volvió a Bolivia acompañado de un equipo de médicos de aquel país y fue internado por 48 horas en observación, a pesar de tener «ligeros datos de edema cerebral por las contusiones de los golpes que ha tenido y algunas heridas que ha sido[sic] tratadas en el lugar de origen».
Paulatinamente fueron dados de alta Follman, Ruschel, Henzel y Neto, que volvieron a Brasil para seguir bajo cuidado médico.
La última sobreviviente en abandonar Colombia fue Ximena Suárez, quien fue atendida por una fractura en la mano derecha, múltiples heridas en el cuerpo así como en el tobillo. Se le recomendó utilizar un corsé ortopédico.

### Fallecidos
El portero Danilo inicialmente sobrevivió al accidente y fue rescatado por el personal de Cruz Roja, pero falleció en el hospital mientras era operado de sus heridas. Su esposa declaró a Fox Sports que él la llamó llorando desde la cama del hospital antes de morir.
La mayoría de los profesionales de la comunicación fallecidos eran de TV Globo, Fox Sports Brasil y de varias radiodifusoras. Además de periodistas, se encontraban en el avión camarógrafos, relatores, cronistas, productores, auxiliares técnicos y presentadores de la prensa brasileña.
Una familiar de Miguel Quiroga, el piloto del avión, dijo: «Sentimos el dolor de las 71 familias que iban a cargo de Miguel, sabiendo la responsabilidad que él sintió. [...] Sabemos que Miguel hizo hasta lo imposible para salvar a su tripulación y a todas las personas que iban en ese vuelo».
Bruno Goytia Gómez, hijo del copiloto, declaró: «No sé exactamente qué pasó, qué hizo o qué no hizo. Lo único que sé es que estaban preocupados por salvar las vidas, nada más».

### Repatriación y velorio
La Fuerza Aérea Colombiana (FAC) extrajo a las 71 víctimas fatales del accidente y las trasladó a una base aérea desde donde fueron llevadas al Instituto de Medicina Legal de Medellín para su identificación. Las 71 autopsias, cuyas causas de muerte fueron determinadas como «politraumatismo óseo y visceral», finalizaron alrededor de las 8:00 GMT del 1 de diciembre y dos horas más tarde comenzaron a liberarse los cuerpos para ser trasladados a sus países de origen.
El 2 de diciembre a la mañana, previo homenaje de la FAC, se trasladaron los restos mortales de los cinco ocupantes bolivianos fallecidos: Miguel Quiroga, Ovar Goytia, Sisy Arias, Romel Vacaflores y Alex Quispe. El vuelo del Hércules C-130 de la de Fuerza Aérea de Bolivia hizo escala en Cobija para entregar el féretro del piloto fallecido, antes de seguir viaje hacia Santa Cruz de la Sierra. El paraguayo Gustavo Encina y el venezolano Ángel Lugo fueron transportados en aviones de líneas comerciales el jueves 1 y el viernes 2 de diciembre, respectivamente.
Los féretros de los jugadores y el equipo técnico, que estaban cubiertos con una bandera blanca con el escudo de Chapecoense, fueron trasladados desde Medellín hasta el aeropuerto en un recorrido que cruzó la ciudad y embarcados en la tarde en aviones Hércules C-130 de la Fuerza Aérea de Brasil, que llegaron a Chapecó en la mañana, con 30 minutos de diferencia aproximadamente. Fueron recibidos por el presidente de Brasil, Michel Temer y por familiares de los fallecidos.
Al momento del arribo se lanzaron fuegos artificiales en el estadio Arena Condá, hacia donde fueron trasladados en procesión los restos, donde eran esperados por la población desde temprano y bajo una intensa lluvia, para ser velados en conjunto. En el lugar, Gianni Infantino y Alejandro Domínguez, presidentes de FIFA y Conmebol respectivamente, se hicieron presentes en el estadio para participar de la ceremonia. Se soltaron globos blancos y verdes, se entregaron camisetas a los familiares y el alcalde de Chapecó agradeció en su discurso a los colombianos por su ayuda. Al finalizar el evento, que duró aproximadamente tres horas, los cuerpos fueron entregados a sus familiares para que ellos organizaran sus sepelios privados.

## Investigación y acciones posteriores
La Unidad Administrativa Especial de Aeronáutica Civil de Colombia (Aerocivil) investigó el accidente. La Unidad de Investigación de Accidentes Aeronáuticos de Colombia solicitó asistencia a BAE Systems, como fabricante y a la Air Accidents Investigation Branch británica como representante del estado del fabricante. Se desplegó un equipo de tres investigadores de accidentes. A ellos se sumó la Dirección General de Aeronáutica Civil de Bolivia.
El martes 29 se recuperaron las dos cajas negras del avión, mismas que fueron entregadas a los investigadores aeronáuticos colombianos, junto con los motores de la aeronave. Estas piezas fueron estudiadas para determinar las causas del accidente. El análisis del contenido de ambas cajas, que se realizó en Reino Unido, tomó hasta 6 meses.
La persona a cargo de la investigación declaró que no había evidencia de combustible en la aeronave. Según el director general de la aerolínea, el piloto tenía la opción de reabastecerse de combustible en Bogotá, aunque no lo hizo. La primera opción era repostar en Cobija, pero tampoco lo hicieron porque este aeropuerto no opera en la noche (posee código "HJ": opera desde la salida hasta la puesta de sol), y el vuelo estaba demorado por el trasbordo. La distancia entre los aeropuertos de Santa Cruz de la Sierra y Medellín es de 2972 km, lo que excedía el alcance estándar del Avro RJ85 que operaba el vuelo, de 2962 km, alcance que desciende a 2130km (1150nm) al operar al máximo de carga. Poco más de 5.000 dólares –entre el valor del combustible y los derechos de aeropuerto– habría costado la parada técnica necesaria para evitar el accidente.
La controladora Yaneth Molina, quien fue la última en comunicarse con el piloto desde la torre de control del Aeropuerto de Rionegro, indicó en un comunicado que se sentía reconfortada por las muestras de apoyo que recibió. «Por mi familia y por este trabajo que valoro y respeto puedo afirmar con absoluta certeza que de mi parte hice lo humanamente posible y lo técnicamente obligatorio para conservarle la vida a esos usuarios de transporte aéreo. [...] Lamentablemente mis esfuerzos resultaron infructuosos por las razones que son de todos ustedes conocidas. Hoy la vida me puso en esta poco agradable situación». Y agregó que es amenazada por «personas ignorantes y ajenas a este oficio y sobre todo que ignoran los procedimientos».
El equipo de fútbol evaluó demandar a la empresa de transporte una vez se tuvieran los informes de la investigación, aunque la prioridad era la «cuestión humanitaria, de las familias y de las víctimas». Sin embargo, LaMia Airlines y su aseguradora acordaron un plan de compensación que pagaría 165 000 dólares a cada familia de los pasajeros fallecidos, ya que su cobertura de responsabilidad asegura hasta un máximo de 25 millones para pasajeros y $ 1,5 millones para la tripulación de aerolíneas.
El 1 de diciembre, la Dirección General de Aeronáutica Civil de Bolivia le retiró el permiso de operación a la aerolínea, mientras que el Ministerio de Obras Públicas decidió cambiar a los directivos de dicho órgano de control y de la Administración de Aeropuertos «para no contaminar la investigación». Ese mismo día, la Dirección Nacional de Aeronáutica Civil (DINAC) de Paraguay también suspendió a la aerolínea.
Posteriormente, las autoridades bolivianas arrestaron a Gustavo Vargas Gamboa, gerente general de la empresa, así como al mecánico y la secretaria de LaMia. También se allanaron sus oficinas y se incautó documentación para complementar la investigación.  Vargas Gamboa fue enviado en un principio a la prisión de Palmasola, acusado de uso indebido de influencias, incumplimiento de deberes, desastre en medios de transporte, homicidio culposo y lesiones gravísimas, siendo posteriormente autorizado a cumplir prisión domiciliaria mientras continúa procesado.
Joons Miguel Teodovich Ponce, el supervisor de tránsito aéreo de AASANA que estuvo en Viru Viru el día que salió el vuelo de LaMia, fue imputado por los delitos de lesiones graves y gravísimas, homicidio culposo, desastre en medios de transporte e incumplimiento de deberes. Teodovich se declaró inocente y aseguró que las fallas observadas por la exoficial de Aro Ais Celia Castedo nunca le fueron informadas y que solo se enteró de las mismas al día siguiente del accidente. Sin embargo, se afirma que él conoció el plan de vuelo irregular que presentó LaMia y que podía, lo mismo que Celia Castedo, rechazar el trámite administrativo por incumplimientos de normativas nacionales e internacionales, y, por ende, evitar que el vuelo despegase. Buena parte de las acusaciones contra Teodovich se basaron en la declaración del exjefe nacional de AASANA, Tito Gandarillas, quien dijo en su testimonio que Teodovich no observó la negligencia en la que habría incurrido Castedo y que él debía rechazar el plan de vuelo irregular.
Celia Castedo, la funcionaria boliviana de AASANA (autoridad aérea boliviana) que firmó el plan de vuelo del Lamia, había realizado objeciones por el combustible, pero afirma que ella no tenía autoridad suficiente para impedir el despegue del vuelo de LaMIA desde Viru Viru (si bien podía informar a un superior, cosa que está investigándose). Pidió refugio en Corumbá, Brasil, cerca de la frontera con Bolivia, ya que es una de las principales indagadas. Su país, en cambio, afirma que abandonó el territorio en forma ilegal y que, por tanto, Brasil debería expulsarla en forma inmediata. Su oficina también fue allanada. AASANA, que depende del ministerio boliviano de Obras Públicas, presentó una demanda legal contra Castedo por los delitos de “atentados contra el trasporte e incumplimiento de deberes”. El ministro boliviano de Obras Públicas, Milton Claros precisó que la funcionaria "tenía toda la atribución y potestad para denegar la partida de esa aeronave". El secretario del sindicato de los controladores aéreos de Aasana, Jorge Cabrera, rechazó la postura del Gobierno.
El hijo del gerente general, Gustavo Vargas Villegas, que fungía como director del Registro Aeronáutico Nacional de Bolivia también fue arrestado luego de renunciar a su cargo, acusado de «uso indebido de influencias, negociaciones incompatibles con el ejercicio de las funciones públicas e incumplimiento de deberes».
Si bien, el martes 20 de diciembre las agencias bolivianas emitieron un informe, el mismo fue desconocido por Aerocivil de Colombia indicando que no tenían competencia. El lunes 26 de diciembre, la propia Aerocivil emitió un informe preliminar en el cual se señalaban varios errores, entre los que se encuentra viajar con exceso de peso, no respetar el plan de vuelo, tener el combustible al límite y no hacer escalas para repostar. Además, se dijo que el plan de vuelo no debió ser aprobado por las autoridades aeroportuarias.
El informe final de Aeronáutica Civil de Colombia dado a conocer el 27 de abril de 2018, destaca que la empresa LaMia "no cumplió con los requisitos de cantidad mínima de combustible exigidos en las normas internacionales, pues no tuvo en cuenta el combustible requerido para volar a un aeropuerto alterno, el de contingencia, el de reserva, ni el combustible mínimo de aterrizaje". Una de las conclusiones más impactantes del informe final de Aeronáutica Civil es que "ni la empresa ni la tripulación, aunque eran conscientes de la escasa cantidad de gasolina para terminar el vuelo en Rionegro, tomaron la decisión de no aterrizar en otro aeropuerto en ruta para reabastecer y completar así la cantidad mínima de combustible para proceder con seguridad a su destino final". Con respecto a la mala gestión, el informe establece que LaMia tenía deficiencias organizacionales, una difícil situación económica, inconvenientes en la dotación de cargos y problemas en su sistema de gestión de seguridad operacional y en el cumplimiento de las políticas de combustibles, establecidas en los manuales, pero "no se cumplían en la práctica".
Unos 22 técnicos participaron en la investigación que determinó que la aeronave estaba en buenas condiciones, tenía el mantenimiento actualizado y que además contaba con una tripulación experimentada.

## Consecuencias para el club
Gran parte de la plantilla de la directiva y de los deportistas de la institución fallecieron en el accidente. Entre los jugadores que no viajaron por no ser convocados o estar lesionados se encuentran Neném, Demerson, Andrei, Hyoran, Alejandro Martinuccio, Nivaldo y Rafael Lima. Marcelo Boeck, arquero suplente, estaba de permiso por celebrar su cumpleaños. Dentro de los empleados, había un asistente del entrenador Caio Junior —que murió en el accidente—, «un par de doctores, dos fisioterapeutas, dos utileros, una enfermera, un masajista [y] un entrenador de arqueros».
El vicepresidente del club, Ivan Tozzo, decidió no viajar a último momento y se bajó del avión. Luego del fallecimiento en el accidente de Sandro Pallaoro, presidente del club, Tozzo asumió la presidencia interina hasta finales de 2016. Cecilio Hans, dirigente de Chapecoense dijo: «En memoria de los que murieron y para honrar a sus familias, reconstruiremos este club desde cero, a fin de que sea más fuerte».
El presidente de la Confederación Brasileña de Fútbol, Marco Polo Del Nero, le dijo a Tozzo que el último partido de la temporada de la liga brasileña, postergado para el 11 de diciembre, se tenía que jugar y «tiene que ser una gran fiesta. Le hice notar que no tenemos once profesionales y me respondió: "Sí tienen, tienen jugadores que se quedaron, tienen juveniles. No importa quién juegue. Tiene que ser una gran fiesta, Chapecó y Chapecoense lo merecen"», por lo que fueron obligados a jugar incluso cuando el equipo rival, Atlético Mineiro, pidió que se cancelara el partido y a pesar de que su resultado no cambiaría la tabla de posiciones ni las clasificaciones tanto a la Copa Libertadores como a la Copa Sudamericana 2017 de Mineiro y Chapecoense, respectivamente. Mineiro respondió indicando que no se presentaría por respeto a los jugadores y a sus familias, y que prefería afrontar la eventual sanción por la desobediencia. El presidente, Daniel Nepomuceno, dijo en rueda de prensa: «No disputaremos ese partido. No iremos a Chapecó a disputar el último partido. Respetamos el deporte, pero respetamos el duelo. No le podemos hacer esa exigencia a ningún jugador. [...] Probablemente la mayor sanción sea la pérdida de los tres puntos. Eso no altera nada. Pero es lo mínimo que podemos hacer por los familiares de las víctimas, por la ciudad y por el país que está sufriendo con eso». Finalmente el partido no se disputó y, aunque no se presentó ninguno de los equipos, no se les quitó los puntos ni se les impuso multa alguna por considerarse que tenían causa justificada, si bien en un primer momento circulaban versiones por internet que indicaban lo contrario.
El Atlético Nacional, el equipo con el que debía jugar Chapecoense, pidió a la CONMEBOL que honre al equipo otorgándoles el título de la Copa Sudamericana, afirmando que hace 4 meses había ganado la Copa Libertadores 2016 «de nuestra parte, y para siempre, Chapecoense Campeón de la Copa Sudamericana 2016». La primera respuesta de la CONMEBOL, en palabras de su presidente Alejandro Domínguez al llegar a Medellín fue: «Es muy valorable. Sin embargo, es el momento de ponernos a trabajar, de hablar con los pares de Brasil y con los de Colombia, con los de Atlético Nacional. No estoy en condiciones sobre el punto. Es loable el gesto. No tuve tiempo de hablar de eso en el avión».
El 5 de diciembre la CONMEBOL accedió al pedido de Atlético Nacional y le entregó a la Associação Chapecoense de Futebol el título de Campeón de la Copa Sudamericana «como laurel honorífico [sic] a su gran pérdida y homenaje póstumo a las víctimas del fatal accidente que enluta nuestro deporte». El organismo también reconoció el gesto del equipo colombiano y decidió concederle el premio «Centenario Conmebol al Fair Play», de USD 1 000 000 al Club Atlético Nacional, «quien con su actitud ha promovido el fútbol en Sudamérica en un espíritu de paz, comprensión y juego limpio, en la búsqueda de que los valores deportivos prevalezcan siempre sobre los intereses comerciales».
Al obtener el título, Chapecoense clasificó para la Copa Libertadores de 2017 y se hizo acreedor al premio económico de USD 2 000 000, que sumado a lo cobrado en cada etapa totalizó USD 3 925 000. Además, permaneció en primera división de la liga brasileña hasta 2019, y participó en la Copa Libertadores 2017 y la Copa Suruga Bank 2017 contra el Urawa Red Diamonds, campeón de Japón.No obstante al haber perdido a la mayoría de su plantilla el club tuvo un pésimo rendimiento en las competencias internacionales del año siguiente sumado a que algunos clubes aprovecharon la situación para quitarles puntos por partidos que habían ganado limpiamente, como fue el caso del Club Atlético Lanús que pese a haber perdido su partido de la libertadores aprovecho la frágil situación del club para pedir los puntos por un mal cambio.
El portero y jugador histórico del club, Nivaldo, que no estaba en el avión por no haber sido convocado para jugar la final, anunció su retiro con «sensaciones mezcladas. Dolor por perder a todos los colegas que eran parte de mi vida, algunos conviviendo conmigo por más de 10 años. Es un momento muy difícil». En un principio se dijo que algunos jugadores como Marcelo Barovero se ofrecieron para jugar en Chapecoense, incluso gratis; este hecho fue posteriormente desmentido.
Por su parte, los clubes de fútbol argentino, a través de su respectiva asociación, anunciaron que ponían sus jugadores a disposición para ayudar a reconstruir el equipo.
Entre el 29 y el 30 de noviembre, el sitio web del club recibió 13 000 solicitudes de nuevos socios de todas partes de Brasil. Además, las camisetas del club se agotaron a las pocas horas del accidente, tanto en las tiendas de deporte como en internet. La demanda, procedente de todas partes del mundo, sobrepasó la capacidad de la fábrica local de Umbro —la empresa que produce el equipamiento deportivo oficial— para cubrir tanto estas como las peticiones de los clubes que quisieron homenajear a Chapecoense en la última jornada del Brasileirão.
Chapecoense también modificó su escudo, retirando las estrellas amarillas y colocando una grande blanca en el centro por el título de la CONMEBOL. Además, colocó una estrella verde en la «F» central de su logo en memoria de los fallecidos.
El club también tomó la decisión de retirar por un año los números de las camisetas 89 de Ruschel, 4 de Neto —que no jugaron en la temporada 2017 mientras se recuperaban psicológicamente del hecho— y 40 de Follman —que no podrá volver a jugar debido a la amputación de su pierna—.

## Reacciones

### Gubernamentales
El presidente de Brasil, Michel Temer, decretó tres días de duelo nacional y pidió que se trasladara al personal de la embajada brasileña en Bogotá a Medellín para atender mejor a los supervivientes y a las familias de las víctimas. De igual manera condecoró al alcalde de Chapecó, Luciano José Buligon, y a once colombianos con las órdenes de Río Branco y del Mérito de Defensa.
La Alcaldía de Medellín pospuso el encendido del alumbrado navideño en Carabobo al sábado 3 de diciembre, invitando además a la ciudadanía a llevar camisetas blancas puestas hacia el Estadio Atanasio Girardot en homenaje a las víctimas el 30 de noviembre, día en que iba a jugarse el partido. El sábado 3 de noviembre en el Estadio Atanasio Girardot Atlético Nacional hizo un tifo Fuerza Chape donde derrotaron 3-0 y eliminando a Millonarios e hicieron homenaje a Chapecoense celebrando como Chapecoense la canción en el camerino, la misma cuando el Chapecoense celebró su paso a la Final después de eliminar a San Lorenzo de Almagro El evento contó con la presencia del alcalde Federico Gutiérrez, cuyo discurso fue tachado de «regionalista», el gobernador Luis Pérez Gutiérrez, el canciller José Serra y el ministro de Cultura Roberto Freire, así como de diversas autoridades públicas y relacionadas con el deporte.
El Reino Unido, a través de su Ministerio de Relaciones Exteriores y de la Mancomunidad de Naciones, envió sus condolencias a las personas afectadas por el accidente.

### Fútbol profesional
Todas las actividades relacionadas con la CONMEBOL fueron suspendidas, incluyendo las dos vueltas de la final de la Copa Sudamericana, programadas para el 30 de noviembre y el 7 de diciembre, y la final de la Copa de Brasil 2016. Además de cambiar sus fotos de perfil en las redes sociales a una versión en negro de la insignia de Chapecoense y emitir mensajes de solidaridad, otros equipos brasileños ofrecieron prestar al club a sus jugadores para el próximo año y pidieron a la Confederación Brasileña de Fútbol (CBF) eximir a Chapecoense del descenso por los próximos tres años. Además, Palmeiras, que ganó el título de la liga nacional envió una solicitud formal a la CBF para rendir homenaje en el último partido usando la camiseta de Chapecoense. 
Hubo un minuto de silencio antes de un partido de cuartos de final de la Copa de la Liga entre Liverpool y Leeds en Anfield. Hubo un homenaje similar antes de la final de la Copa FFA 2016 en Melbourne, Australia y los dos equipos participantes, el Melbourne City FC y el Sydney FC, lucirán brazaletes negros. En Argentina se dispuso un minuto de silencio previo a cada partido de la Fecha 12, San Lorenzo salió a la cancha con las camisetas intercambiadas con los jugadores de Chapecoense, utilizadas previamente al accidente en el encuentro de Semifinales por la Copa Sudamericana, también varios clubes salieron con el escudo estampado en su camiseta como en el caso de River Plate (que a su vez utilizó indumentaria color verde), Racing Club, Tigre, Quilmes, Boca Juniors o con los nombres de los jugadores como en el caso de Independiente. En Chile se dispuso un minuto de silencio previo a la semifinal de Copa Chile entre Colo Colo y Universidad Católica en el Estadio Monumental mientras el tenor chileno Tito Beltrán entonaba el Avemaría y los hinchas de ambos equipos llevaron globos verdes en solidaridad con el club brasilero, gesto que se repitió en los partidos de la fecha 14 del Torneo de Apertura.
En Uruguay, el Club Nacional de Football jugó, ante Juventud por la fecha 14 del Campeonato Uruguayo 2016, luciendo una camiseta con el escudo del equipo brasileño, mientras que el Club Atlético Peñarol se presentó ante River Plate luciendo una equipación color verde que además portaba el escudo del equipo. Danubio también se sumó a esta iniciativa, por lo que salió al campo frente a Fénix con una equipación especial conmemorativa.
En Perú, en las semifinales del campeonato, el partido de Sporting Cristal debutaría una camiseta color verde por única vez en su historia ante Deportivo Municipal en homenaje a las víctimas del vuelo de Chapecoense, de igual modo el duelo entre Universitario y F.B.C. Melgar se le otorgó un minuto de silencio.

### Otros deportes
Al ser recibidos en la Casa Rosada, los integrantes del plantel argentino de tenis que obtuvo la Copa Davis junto al entonces presidente Mauricio Macri realizaron un minuto de silencio por la tragedia. También se rindieron homenajes en varios partidos de la NBA.

### Aerolíneas
Avianca, la aerolínea más grande de Colombia, proveyó 44 psicólogos para ayudar a las familias de las víctimas. La aerolínea, a solicitud de los gobiernos colombiano y brasileño, también ha proporcionado apoyo logístico y transporte a Medellín de personal médico de Brasil para ayudar en la identificación de los cadáveres. Avianca lamentó el incidente y declaró que «nuestras oraciones están con las familias de las víctimas».

### Otras
El papa Francisco elevó «plegarias por el descanso eterno de los fallecidos». Algunos edificios y monumentos alrededor del mundo cambiaron su iluminación a verde, como el estadio de Wembley, el Cristo Redentor, el Allianz Arena y el Ángel de la Independencia, entre otros.
Las madres de los jugadores fallecidos en la tragedia de los Andes, en 1972, le escribieron a las familias de los accidentados una carta abierta a través de las redes sociales.
En homenaje a sus trabajadores caídos, Fox Sports Latinoamérica emitió un comunicado de prensa y durante los 90 minutos en que suponía que debían transmitir la primera final entre Chapecoense y Atlético Nacional, solamente pudo verse la pantalla completamente negra con el cronómetro indicando el tiempo transcurrido y el hashtag #90minutosdesilencio.

## Filmografía
Este accidente fue reseñado en la temporada 19 de la serie Mayday: Catástrofes aéreas, del canal National Geographic Channel en el episodio "Tragedia Futbolística".
En 2018 se lanzó un documental llamado Por siempre Chape en la plataforma de streaming Netflix.

## Accidentes similares
- Accidente aéreo de la selección de fútbol de Zambia
- Tragedia aérea del Club Alianza Lima
- Vuelo 571 de la Fuerza Aérea Uruguaya
- Accidente del Yak-42 del Lokomotiv Yaroslavl
- Tragedia de Green Cross
- Desastre aéreo de Múnich
- Tragedia de Superga
- Colisión aérea en Dniprodzerzhynsk de 1979
- Tragedia de Viloco